# Maurice Bishop International Airport
Maurice Bishop International Airport (IATA: GND, ICAO: TGPY) is het enige internationale vliegveld van Grenada. Het bevindt zich ongeveer 7 km ten zuiden van de hoofdstad Saint George's. Tot 2009 was het vliegveld bekend als Point Salines International Airport.

## Geschiedenis
In 1943, tijdens de Tweede Wereldoorlog, werd Pearls Airport gebouwd in de buurt van Grenville. Het vliegveld was alleen geschikt voor kleine vliegtuigen, en lag op 45 minuten rijden van de hoofdstad via een bergpas. In de jaren 1950 waren studies verricht naar een groter vliegveld.
Begin jaren 1980, tijdens het bewind van Maurice Bishop, begon de constructie van de luchthaven Point Salines met Cubaanse hulp. In maart 1983 werd Grenada met name genoemd door Ronald Reagan in zijn Star Wars-toespraak, omdat er volgens hem een nieuwe Sovjet-luchtbasis werd gebouwd. Bishop gaf als antwoord dat het vliegveld bedoeld was voor toerisme, en dat er ook Amerikaanse firma's aan het bouwen waren. Op 19 oktober 1983 werd Bishop na een staatsgreep gefusilleerd. Op 25 oktober begon de invasie van Grenada.
Na de invasie werd de constructie van het vliegveld voortgezet, en op 29 oktober 1984 werd de luchthaven Point Salines geopend, ondanks dat het nog gedeeltelijk onder constructie was. Point Salines was ontworpen op de probleemloze afhandeling van een Boeing 747-400. Op 29 mei 2009 werd het vliegveld hernoemd naar Maurice Bishop International Airport ter ere van Maurice Bishop. In 2020 begon een grootschalige uitbreiding van het vliegveld.